# سیارک ۳۳۴۰
سیارک ۳۳۴۰ (به انگلیسی: 3340 Yinhai، نامگذاری:1979TK) سه هزار و سیصد و چهلمین سیارک کشف شده‌است که در ۱۲ اکتبر ۱۹۷۹ کشف شد.
قدر مطلق سیارک برابر ۱۳٫۷۰ است.